# بهتاش فریبا
بهتاش فریبا (زاده ۲۲ بهمن ۱۳۳۴ در تهران) بازیکن سابق فوتبال اهل ایران است. وی سابقه بازی در تیم ملی ایران را در سابقه کارنامه خود دارد . فریبا ۱۶ گل ملی به ثمر رسانده است . وی هم‌چنین در تیمهای باشگاهی استقلال، پاس تهران و راه آهن شهرری به میدان رفته و مجموعاً ۳۳ گل باشگاهی دارد.

## زندگی ورزشی

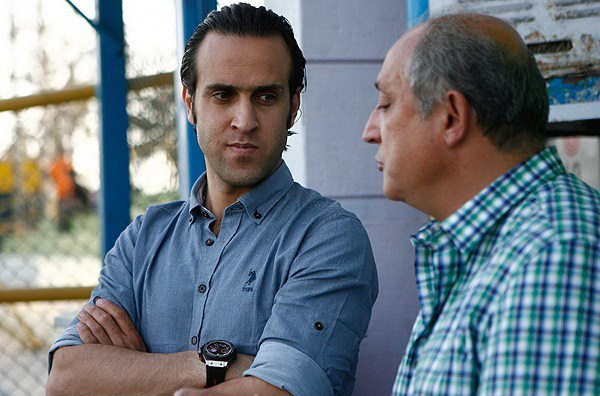
بهتاش فریبا و علی کریمی / خرداد ۱۴۰۰

وی فوتبال را در سنین نوجوانی زیر نظر آقای اردشیر لارودی آغاز کرد و در تیم البرز آن را ادامه داد و سپس به راه‌آهن پیوست؛ و در سال ۱۳۵۶ تیم راه‌آهن را به مقصد پاس ترک کرد و پس از آن به استقلال و جمع آبی پوشان پایتخت ملحق شد. در سال ۱۳۵۴ در جام بین‌المللی جوانان به تیم ملی جوانان پیوست و با تک گلی که در دیدار نهایی در برابر شوروی سابق به ثمر رسانید ایران به مقام قهرمانی جام رسید و در سال ۱۳۵۵ با تیم ملی جوانان در تایلند بر فراز آسیا ایستاد. بهتاش فریبا اولین فوتبالیست ایرانی است که ۴ گل در یک دیدار ملی به ثمر رسانیده‌است که مربوط به دیدار ایران و بنگلادش در جام ملت‌های آسیا در کویت (سال ۱۹۸۰) می‌باشد. وی عنوان آقای گل مسابقات این دوره از جام ملتهای آسیا را به دست آورد. در بازیهای مقدماتی المپیک مسکو در سال ۱۳۵۸ خوش‌استیل‌ترین هافبک مهاجم تیم ملی بود و در دیدار پایانی در مقابل سنگاپور یکی از فنی‌ترین گلهای بازیها را به ثمر رسانید. فریبا تا پایان دوران فوتبالش در سال ۱۳۶۶ در استقلال بود و مدتی هم بازوبند کاپیتانی این تیم را به بازو بست و سپس از فوتبال خداحافظی کرد. پس از دوران بازیگری مدتی را در کادر مربیان استقلال بود و زمانی هم تیم سایپا را رهبری کرد. فریبا نیز از مسافران جام جهانی ۱۹۷۸ آرژانتین به همراه تیم ملی بود که بهترین خاطره ورزشی وی می‌باشد. وی به مهارت در زدن ضربات کاشته شهرت داشت. او در تمام دوران ورزشی‌اش فقط ۲ کارت زرد دریافت کرده‌است[2]

## بازی‌های ملی
| محل برگزاری | نتیجه | #    | حریف      | نوع بازی          | تاریخ           | ردیف |
| ----------- | ----- | ---- | --------- | ----------------- | --------------- | ---- |
| کویت        | برد   | ۲–۱  | کویت      | انتخابی جام جهانی | ۲ دسامبر ۱۹۷۷   | ۱    |
| تهران       | مساوی | ۱–۱  | بلغارستان | دوستانه           | ۲۶ آوریل ۱۹۷۸   | ۲    |
| تولوز       | باخت  | ۱–۲  | فرانسه    | دوستانه           | ۱۱ می۱۹۷۸       | ۳    |
| کوردوبا     | باخت  | ۱–۴  | پرو       | جام جهانی         | ۱۱ ژوئن ۱۹۷۸    | ۴    |
| سنگاپور     | مساوی | ۰–۰  | کره شمالی | انتخابی المپیک    | ۲۵ فوریه ۱۹۸۰   | ۵    |
| سنگاپور     | مساوی | ۲–۲  | چین       | انتخابی المپیک    | ۲۷ فوریه ۱۹۸۰   | ۶    |
| سنگاپور     | برد   | ۲–۰  | هند       | انتخابی المپیک    | ۷ مارس ۱۹۸۰     | ۷    |
| سنگاپور     | برد   | ۱۱–۰ | سریلانکا  | انتخابی المپیک    | ۹ مارس ۱۹۸۰     | ۸    |
| سنگاپور     | برد   | ۴–۰  | سنگاپور   | انتخابی المپیک    | ۱۲ مارس ۱۹۸۰    | ۹    |
| کویت        | مساوی | ۰–۰  | سوریه     | جام ملت‌های آسیا   | ۱۷ سپتامبر ۱۹۸۰ | ۱۰   |
| کویت        | مساوی | ۲–۲  | چین       | جام ملت‌های آسیا   | ۲۰ سپتامبر ۱۹۸۰ | ۱۱   |
| کویت        | برد   | ۷–۰  | بنگلادش   | جام ملت‌های آسیا   | ۲۲ سپتامبر ۱۹۸۰ | ۱۲   |
| کویت        | برد   | ۳–۲  | کره شمالی | جام ملت‌های آسیا   | ۲۴ سپتامبر ۱۹۸۰ | ۱۳   |
| کویت        | باخت  | ۱–۲  | کویت      | جام ملت‌های آسیا   | ۲۸ سپتامبر ۱۹۸۰ | ۱۴   |
| کویت        | برد   | ۳–۰  | کره شمالی | جام ملت‌های آسیا   | ۲۹ سپتامبر ۱۹۸۰ | ۱۵   |
| پکن         | باخت  | ۱–۲  | چین       | دوستانه           | ۲۸ می۱۹۸۶       | ۱۶   |